# Liste der Auslandsvertretungen El Salvadors

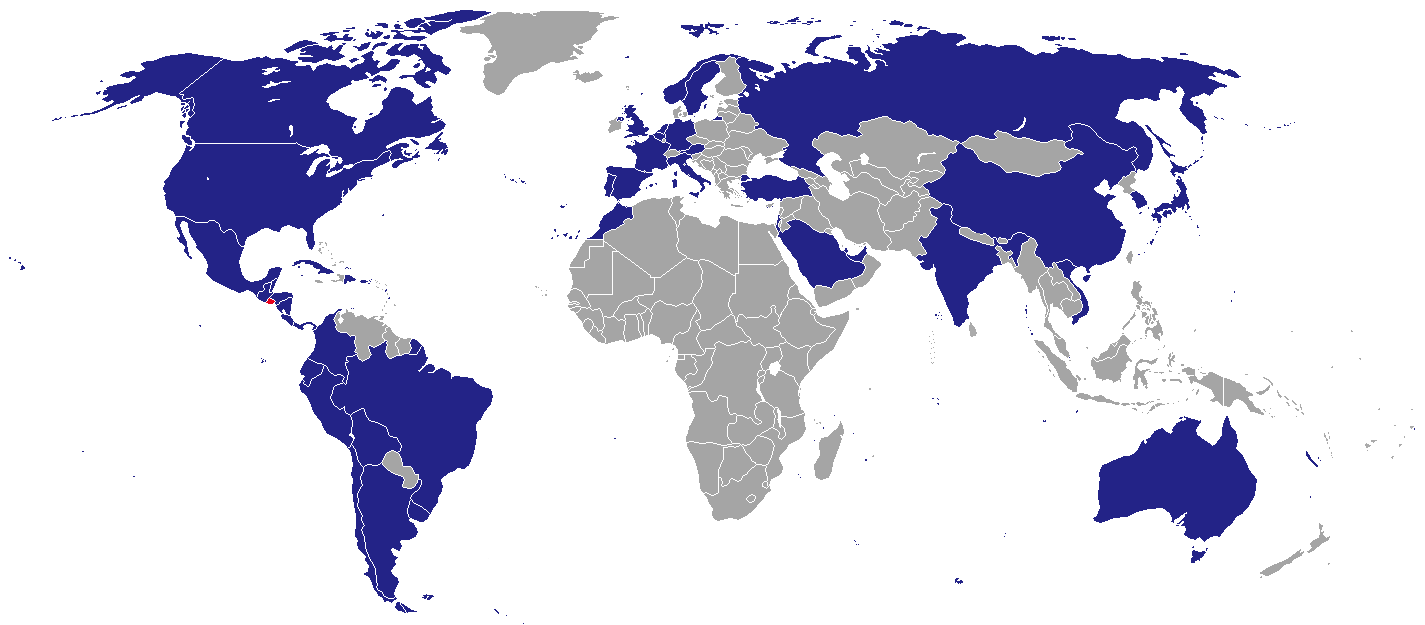
Standorte der diplomatischen Vertretungen El Salvadors

Dies ist eine Liste der diplomatischen und konsularischen Vertretungen El Salvadors.

## Diplomatische und konsularische Vertretungen

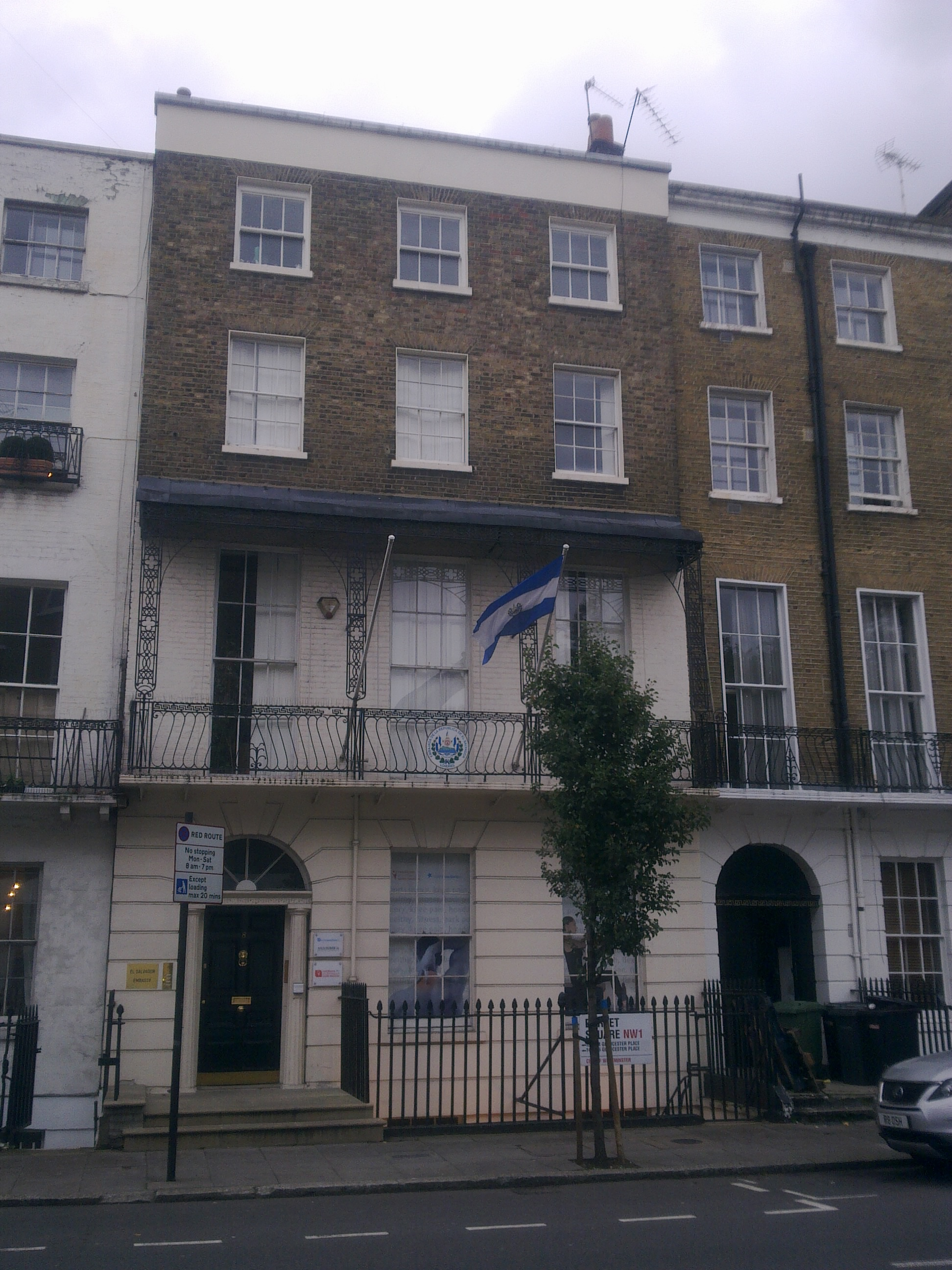
Botschaft El Salvadors in London

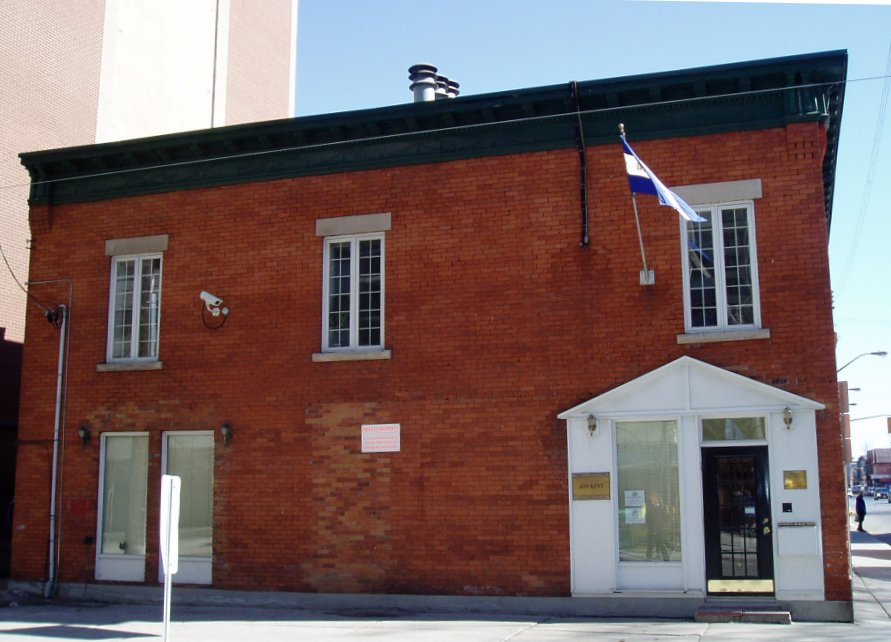
Botschaft El Salvadors in Ottawa

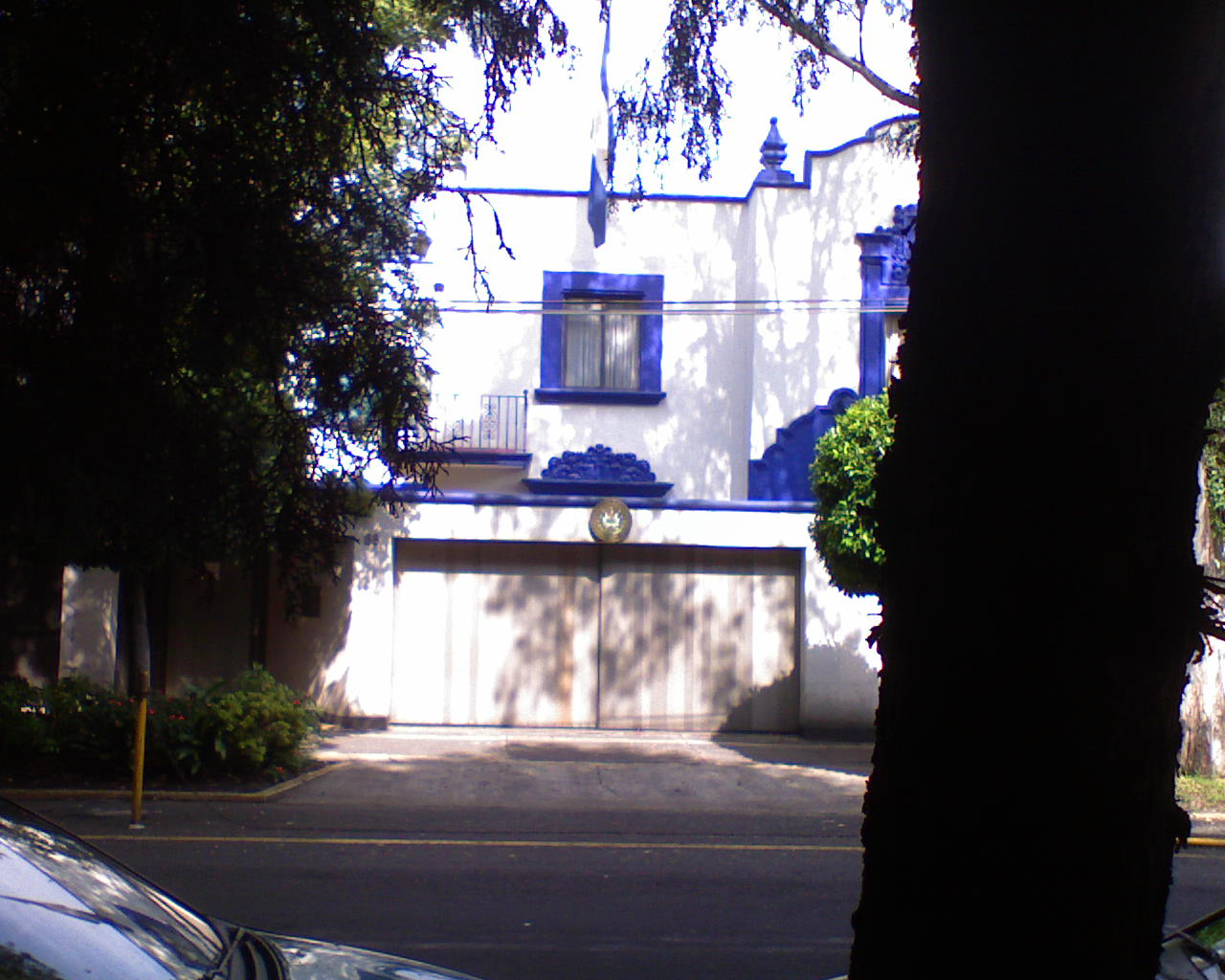
Botschaft El Salvadors in Mexiko-Stadt

### Asien
| - Volksrepublik China: Peking, Botschaft - Indien: Neu-Delhi, Botschaft - Israel: Tel Aviv, Botschaft - Japan: Tokyo, Botschaft | - Katar: Doha, Botschaft - Südkorea: Seoul |

### Australien und Ozeanien
- Australien: Canberra, Botschaft
- Australien: Melbourne, Generalkonsulat

### Europa
| - Belgien: Brüssel, Botschaft - Deutschland: Berlin, Botschaft - Frankreich: Paris, Botschaft - Italien: Rom, Botschaft - Italien: Mailand, Generalkonsulat - Niederlande: Den Haag, Botschaft - Österreich: Wien, Botschaft | - Russland: Moskau, Botschaft - Schweden: Stockholm, Botschaft - Schweiz: Genf, Botschaft - Spanien: Madrid, Botschaft - Spanien: Barcelona, Generalkonsulat - Vereinigtes Königreich: London, Botschaft |

### Nordamerika
| - Belize: Belmopan, Botschaft - Costa Rica: San José, Botschaft - Dominikanische Republik: Santo Domingo, Botschaft - Guatemala: Guatemala-Stadt, Botschaft - Honduras: Tegucigalpa, Botschaft - Honduras: Choluteca, Generalkonsulat - Honduras: San Pedro Sula, Generalkonsulat - Kanada: Ottawa, Botschaft - Kanada: Montreal, Generalkonsulat - Kanada: Toronto, Generalkonsulat - Kanada: Vancouver, Generalkonsulat - Kuba: Havanna, Botschaft - Mexiko: Mexiko-Stadt, Botschaft - Mexiko: Monterrey, Generalkonsulat - Mexiko: San Luis Potosí, Generalkonsulat - Mexiko: Tapachula, Generalkonsulat - Mexiko: Veracruz, Generalkonsulat - Mexiko: Acayucan, Konsulat - Mexiko: Arriaga, Konsulat - Mexiko: Comitán de Domínguez, Konsulat - Mexiko: Tenosique, Konsulat - Nicaragua: Managua, Botschaft | - Panama: Panama-Stadt, Botschaft - Trinidad und Tobago: Port of Spain, Botschaft - Vereinigte Staaten: Washington, D.C., Botschaft - Vereinigte Staaten: Aurora, Generalkonsulat - Vereinigte Staaten: Boston, Generalkonsulat - Vereinigte Staaten: Brentwood, Generalkonsulat - Vereinigte Staaten: Chicago, Generalkonsulat - Vereinigte Staaten: Dallas, Generalkonsulat - Vereinigte Staaten: Doral, Generalkonsulat - Vereinigte Staaten: Elizabeth, Generalkonsulat - Vereinigte Staaten: Houston, Generalkonsulat - Vereinigte Staaten: Las Vegas, Generalkonsulat - Vereinigte Staaten: Los Angeles, Generalkonsulat - Vereinigte Staaten: McAllen, Generalkonsulat - Vereinigte Staaten: New York, Generalkonsulat - Vereinigte Staaten: San Francisco, Generalkonsulat - Vereinigte Staaten: Seattle, Generalkonsulat - Vereinigte Staaten: Silver Spring, Generalkonsulat - Vereinigte Staaten: Tucson, Generalkonsulat - Vereinigte Staaten: Woodbridge, Generalkonsulat - Vereinigte Staaten: Woodstock, Generalkonsulat |

### Südamerika
| - Argentinien: Buenos Aires, Botschaft - Brasilien: Brasília, Botschaft - Chile: Santiago de Chile, Botschaft - Ecuador: Quito, Botschaft | - Kolumbien: Bogotá, Botschaft - Peru: Lima, Botschaft - Uruguay: Montevideo, Botschaft - Venezuela: Caracas, Botschaft |

## Vertretungen bei internationalen Organisationen
- Vereinte Nationen: New York, Ständige Mission
- Vereinte Nationen: Genf, Ständige Mission
- OAS: Washington, D.C., Ständige Mission
- Europäische Union: Brüssel, Mission
- UNESCO: Paris, Ständige Mission
- FAO: Rom, Ständige Mission
- Heiliger Stuhl: Vatikanstadt, Botschaft